# Domenico Arnuzzo
Domenico Arnuzzo (Genova, 6 maggio 1947) è un dirigente sportivo ed ex calciatore italiano, di ruolo terzino.

## Carriera

### Giocatore
Con eccezione di due stagioni ad inizio carriera in prestito a Reggiana e Savona, la sua carriera si è svolta esclusivamente nelle file della Sampdoria, di cui è stato una bandiera nel corso degli anni settanta.
Dopo l'esordio in Serie A il 7 dicembre 1969 nella sconfitta esterna dei genovesi contro il Palermo, e alcuni anni passati in prestito o da rincalzo, si mette in luce in prima squadra nella stagione 1973-1974, anno della sua unica rete in massima serie nel pareggio esterno contro il Foggia, collezionando 19 gettoni di presenza, per poi diventare titolare del ruolo di terzino destro a partire dalla stagione successiva. Resta in blucerchiato anche dopo la retrocessione in B del 1977, chiudendo, dopo altre tre annate da titolare, con 3 presenze nella stagione 1980-1981.
In carriera ha totalizzato complessivamente 110 presenze ed una rete in Serie A e 86 presenze in Serie B.

### Dirigente
Cessata l'attività agonistica, ha intrapreso quella dirigenziale, ricoprendo prima il ruolo di responsabile del settore giovanile della Sampdoria, quindi quello di direttore sportivo sotto la presidenza di Enrico Mantovani, per poi ricoprire il ruolo di osservatore della nazionale di Marcello Lippi, a lungo suo compagno nella Sampdoria.

## Statistiche

### Presenze e reti nei club
| Stagione         | Squadra          | Campionato       | Campionato | Campionato | Coppe nazionali | Coppe nazionali | Coppe nazionali | Coppe continentali | Coppe continentali | Coppe continentali | Altre coppe | Altre coppe | Altre coppe | Totale | Totale |
| Stagione         | Squadra          | Comp             | Pres       | Reti       | Comp            | Pres            | Reti            | Comp               | Pres               | Reti               | Comp        | Pres        | Reti        | Pres   | Reti   |
| ---------------- | ---------------- | ---------------- | ---------- | ---------- | --------------- | --------------- | --------------- | ------------------ | ------------------ | ------------------ | ----------- | ----------- | ----------- | ------ | ------ |
| 1967-1968        | Sampdoria        | A                | 0          | 0          | CI              | 0               | 0               | -                  | -                  | -                  | -           | -           | -           | 0      | 0      |
| 1968-1969        | Reggiana         | B                | 0          | 0          | CI              | 0               | 0               | -                  | -                  | -                  | -           | -           | -           | 0      | 0      |
| 1969-1970        | Sampdoria        | A                | 1          | 0          | CI              | 0               | 0               | -                  | -                  | -                  | CdA         | 0           | 0           | 1      | 0      |
| 1970-1971        | Sampdoria        | A                | 0          | 0          | CI              | 0               | 0               | -                  | -                  | -                  | CdA         | 2           | 0           | 2      | 0      |
| 1971-1972        | Savona           | C                | 34         | 0          | -               | -               | -               | -                  | -                  | -                  | -           | -           | -           | 34     | 0      |
| 1972-1973        | Sampdoria        | A                | 4          | 0          | CI              | 1               | 0               | -                  | -                  | -                  | -           | -           | -           | 5      | 0      |
| 1973-1974        | Sampdoria        | A                | 19         | 1          | CI              | 1               | 0               | -                  | -                  | -                  | -           | -           | -           | 20     | 1      |
| 1974-1975        | Sampdoria        | A                | 30         | 0          | CI              | 3               | 0               | -                  | -                  | -                  | -           | -           | -           | 33     | 0      |
| 1975-1976        | Sampdoria        | A                | 28         | 0          | CI              | 6               | 0               | -                  | -                  | -                  | -           | -           | -           | 34     | 0      |
| 1976-1977        | Sampdoria        | A                | 28         | 0          | CI              | 4               | 0               | -                  | -                  | -                  | -           | -           | -           | 32     | 0      |
| 1977-1978        | Sampdoria        | B                | 22         | 0          | CI              | 0               | 0               | -                  | -                  | -                  | -           | -           | -           | 22     | 0      |
| 1978-1979        | Sampdoria        | B                | 34         | 0          | CI              | 3               | 0               | -                  | -                  | -                  | -           | -           | -           | 37     | 0      |
| 1979-1980        | Sampdoria        | B                | 27         | 0          | CI              | 0               | 0               | -                  | -                  | -                  | -           | -           | -           | 27     | 0      |
| 1980-1981        | Sampdoria        | B                | 3          | 0          | CI              | 0               | 0               | -                  | -                  | -                  | -           | -           | -           | 3      | 0      |
| Totale Sampdoria | Totale Sampdoria | Totale Sampdoria | 196        | 1          |                 | 18              | 0               |                    | -                  | -                  |             | 2           | 0           | 216    | 1      |
| Totale carriera  | Totale carriera  | Totale carriera  | 230        | 1          |                 | 18              | 0               |                    | -                  | -                  |             | 2           | 0           | 250    | 1      |